# Scooby-Doo și Monstrul din Mexic
Scooby-Doo și Monstrul din Mexic (engleză Scooby-Doo! and the Monster of Mexico) este al șaselea din seria de filme de animație direct-pe-video bazate pe serialul animat Scooby-Doo. A fost lansat în 30 septembrie 2003 și produs de studioul de animație Warner Bros. (deși este făcut într-un format retro asemănător cu desenele clasice Hanna-Barbera din anii 70).
Premiera filmului în România a fost în 30 septembrie 2006 pe canalul Cartoon Network (în cadrul lui Cartoon Network Cinema) și se difuzează și pe Boomerang (în cadrul lui Boomerang Cinema).

## Premis
Scooby Doo și prietenii săi se îndreapă spre Mexic, pentru ,,o bine meritată” vacanță în Veracruz. Dar din nefericire dau peste un monstru înfricoșător de 3 metri, cu ochii imenși. Gașca descoperă că prietenul lor este obligat sa vândă hotelul din cauza acestei creaturi.

## Curiozități
- În-afara unui cinematograf, în timpul unei scene de fugăriri, este o reclamă a unei difuzări a "legendei vampirului", făcând referință la filmul Scooby-Doo și Legenda Vampirului.

## Legături externe
- Scooby-Doo și Monstrul din Mexic la Internet Movie Database
- Scooby-Doo și Monstrul din Mexic la Allmovie